# Worldscale
Worldscale (WS) ist ein einheitliches System zur Festlegung der Frachtraten für die Fracht eines bestimmten Öltankers. Worldscale wurde im November 1952 vom London Tanker Brokers Panel auf Anfrage von British Petroleum und Royal Dutch Shell als durchschnittliche Gesamtkosten für den Transport von Öl von einem Hafen zum anderen per Schiff entwickelt. Als Ergebnis wurde eine große Tabelle erstellt.
Dieselbe Skala wird heute noch verwendet, obwohl sie 1969 mit der American Tanker Rate Schedule (ATRS) zusammengelegt wurde. Bis 2002 enthielt die Tabelle die durchschnittlichen Kosten von 320.000 Fahrten mit verschiedenen Kombinationen aus einem Ladehafen zu einem Entladehafen sowie für fünf Ladehäfen und zehn Entladehäfen. Worldscale wird von der Worldscale Association (NYC) Inc. für Amerika und von der Worldscale Association (London) Ltd. für den Rest der Welt erstellt. Die Fracht für ein bestimmtes Schiff und eine bestimmte Reise wird normalerweise in Prozent des veröffentlichten Tarifs ausgedrückt und soll die Nachfrage des Frachtmarkts zum Zeitpunkt der Festsetzung widerspiegeln.
Es folgen einige Beispiele.
| Von Yokohama nach: | US$/Tonne | Seemeilen |
| ------------------ | --------- | --------- |
| Adelaide           | 10.60     | 10,574    |
| Aden               | 12.39     | 13,038    |
| Chiba              | 2.90      | 50        |

Bei der Aushandlung eines zu zahlenden Preises wird die obige Tabelle als WS100 oder 100 % von Worldscale bezeichnet. Der zwischen Reederei und Charterer ausgehandelte tatsächliche Preis kann zwischen 1 % und 1000 % liegen und wird als WS1 bis WS1000 bezeichnet, je nachdem, wie viel Verlust der erste bereit ist, für diese Reise zu übernehmen, und wie viel der letztere bereit ist zu zahlen.